# Статистика и рекорды ФК «Челси»

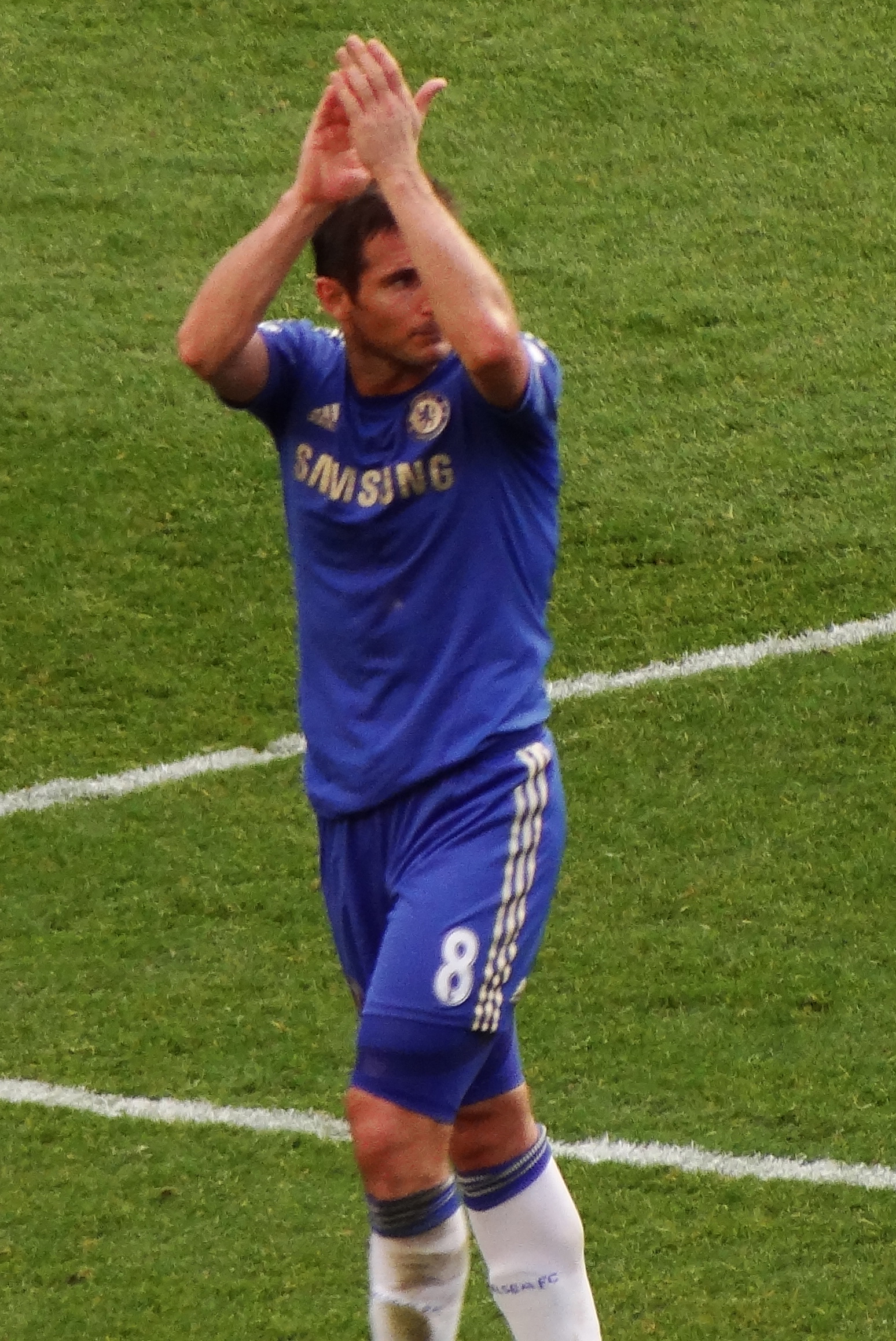
Фрэнк Лэмпард — рекордсмен по количеству забитых мячей за «Челси»

Данная статья посвящена статистике и рекордам футбольного клуба «Челси». «Челси» является английским профессиональным футбольным клубом из Лондона. Клуб был основан в 1905 году, был принят во Второй дивизион Футбольной лиги 1 июня 1905 года. Домашний стадион — «Стэмфорд Бридж», открывшийся в 1877 году, команда «Челси» создавалась специально для игры на новом стадионе. В настоящее время «Челси» выступает в английской Премьер-лиге, высшем дивизионе английского футбола. Клуб не покидал высший дивизион с 1989 года и никогда не опускался ниже Второго дивизиона. Последнее время клуб регулярно выступает в еврокубках, в основном в Лиге чемпионов УЕФА, наивысшем достижением является победа в 2012 и 2021 годах.
Статья содержит основную информацию о завоёванных клубом трофеях, его лучших бомбардирах и игроках с наибольшим количеством матчей, об итоговых достижениях во всех официальных соревнованиях и статистике тренерских карьер. Также приводятся списки крупнейших побед и поражений, рекордные трансферные суммы, статистика по количеству зрителей и др.
Действующим рекордсменом клуба по количеству сыгранных матчей является Рон Харрис (795 матчей), а лучшим бомбардиром — Фрэнк Лэмпард (211 голов).
Внимание!
- Приводимая ниже официальная статистика не учитывает матчи и голы в рамках Первого дивизиона сезона 1939/40,[1] и Военного кубка Футбольной лиги 1941/45.

Терминология
- Лига — Первый и Второй дивизион Футбольной лиги, Премьер-лига.
- Еврокубки — Лига чемпионов УЕФА, Кубок ярмарок, Лига Европы УЕФА, Кубок обладателей кубков УЕФА.
- Другие соревнования — Кубок полноправных членов, Суперкубок Англии, Суперкубок УЕФА, Клубный чемпионат мира.

## Выступления

### Индивидуальные рекорды игроков
- Наибольшее количество выступлений в общей сложности — 795, Рон Харрис, с 1961 по 1980 год.
- Наибольшее количество выступлений в чемпионате — 655, Рон Харрис, с 1961 по 1980 год.
- Наибольшее количество выступлений в Кубке Футбольной ассоциации — 64, Рон Харрис, с 1961 по 1980 год.
- Наибольшее количество выступлений в Кубке Футбольной лиги:
  - 48, Джон Холлинс, с 1963 по 1975 год.
  - 48, Рон Харрис, с 1961 по 1980 год.
- Наибольшее количество выступлений в еврокубках — 123, Джон Терри, с 1998 года.
- Наибольшее количество выступлений матчей подряд — 167, Джон Холлинс, с 14 августа 1971 по 25 сентября 1974 года.
- Наибольшее количество выступлений матчей подряд в чемпионате — 164, Фрэнк Лэмпард, с 13 октября 2001 по 26 декабря 2005 года.
- Наибольшее количество выступлений в одном сезоне:
  - 64, Оскар, 2012/13.
  - 64, Хуан Мата, 2012/13.
  - 64, Фернандо Торрес, 2012/13.
- Наибольшее количество выступлений за сборную Англии — 103, Фрэнк Лэмпард (всего 105), Англия.
- Фрэнк Лэмпард является рекордсменом АПЛ по количеству голов, забитых из-за пределов штрафной площади - 41 гол.
- Первый игрок «Челси» сыгравший за сборную Англии — Джордж Хилсдон, 16 июля 1907 года.
- Первый игрок «Челси» сыгравший за сборную Англии на чемпионате мира — Рой Бентли, чемпионат мира 1950, 25 июня 1950 года.
- Первый иностранный игрок «Челси» — Нильс Миддельбё, Дания, 15 ноября 1913 года.
- Самый молодой дебютант — Ян Хэмилтон, 16 лет 138 дней, против «Тоттенхэм Хотспур», Первый дивизион, 18 марта 1967 года.
- Самый возрастной дебютант — Марк Шварцер, 41 год 113 дней, против «Сток Сити», Кубок Футбольной ассоциации, 26 января 2014 года.

### Игроки с наибольшим количеством матчей
Учитываются только матчи, сыгранные на профессиональном уровне. Действующие игроки «Челси» выделены полужирным шрифтом.
| #  | Игрок         | Период    | Лига | Кубок | Кубок Лиги | Еврокубки | Другие | Всего |
| -- | ------------- | --------- | ---- | ----- | ---------- | --------- | ------ | ----- |
| 1  | Рон Харрис    | 1961—1980 | 655  | 64    | 48         | 27        | 1      | 795   |
| 2  | Питер Бонетти | 1959—1979 | 600  | 57    | 45         | 26        | 1      | 729   |
| 3  | Джон Терри    | 1998—2017 | 483  | 55    | 35         | 123       | 7      | 703   |
| 4  | Фрэнк Лэмпард | 2001—2014 | 429  | 58    | 34         | 117       | 10     | 648   |
| 5  | Джон Холлинс  | 1963—1984 | 465  | 51    | 48         | 27        | 1      | 593   |
| 6  | Петр Чех      | 2004—2015 | 333  | 32    | 18         | 103       | 8      | 494   |
| 7  | Деннис Уайз   | 1990—2001 | 332  | 38    | 30         | 38        | 7      | 445   |
| 8  | Стив Кларк    | 1987—1998 | 330  | 36    | 26         | 12        | 17     | 421   |
| 9  | Керри Диксон  | 1983—1992 | 335  | 20    | 41         | 0         | 24     | 420   |
| 10 | Эдди Маккриди | 1962—1974 | 331  | 41    | 22         | 16        | 0      | 410   |

## Голевые рекорды и статистика

### Индивидуальные рекорды игроков
- Наибольшее количество голов за всю историю клуба — 211, Фрэнк Лэмпард, с 2001 по 2014 год.
- Наибольшее количество голов в сезоне — 43, Джимми Гривз, Первый дивизион, 1960/61.
- Наибольшее количество голов в одном матче — 6, Джордж Хилсдон, против «Уорксоп Таун» , Кубок Футбольной ассоциации, 11 января 1908 года.
- Наибольшее количество голов в одном финале — 3, Дэвид Спиди, против «Манчестер Сити», Кубок полноправных членов, 23 августа 1986 года.
- Наибольшее количество голов в чемпионате — 164, Бобби Тэмблинг, с 1959 по 1970 год.
- Наибольшее количество голов в чемпионате за сезон — 41, Джимми Гривз, Первый дивизион, 1960/61.
- Наибольшее количество голов в одном матче:
  - 5, Джордж Хилсдон, против «Глоссоп Норт Энд», Второй дивизион, 1 сентября 1906 года.
  - 5,  Джимми Гривз, против «Вулверхэмптон Уондерерс», Первый дивизион, 30 августа 1958 года.
  - 5, Джимми Гривз, против «Престон Норт Энд», Первый дивизион, 19 декабря 1959 года.
  - 5, Джимми Гривз, против «Вест Бромвич Альбион», Первый дивизион, 3 декабря 1960 года.
  - 5, Бобби Тэмблинг, против «Астон Виллы», Первый дивизион, 17 сентября 1966 года.
  - 5, Гордон Дьюри, против «Уолсолла», Второй дивизион, 4 февраля 1989 года.
- Наибольшее количество голов в Премьер-лиге — 147, Фрэнк Лэмпард, с 2001 по 2014 год.
- Наибольшее количество голов в одном сезоне Премьер-лиги — 29, Дидье Дрогба, 2009/10.
- Наибольшее количество голов в одном матче Премьер-лиги :
  - 4, Джанлука Виалли, против «Барнсли», 24 августа 1997 года.
  - 4, Джимми Хассельбайнк, против «Ковентри Сити», 21 октября 2000 года.
  - 4, Фрэнк Лэмпард, против «Дерби Каунти», 12 марта 2008 года.
  - 4, Фрэнк Лэмпард, против «Астон Виллы», 27 марта 2010 года.
  - 4, Коул Палмер, против «Эвертона», 15 апреля 2024 года.
- Наибольшее количество голов в Кубке Футбольной ассоциации — 26, Фрэнк Лэмпард, с 2001 по 2014 год.
- Наибольшее количество голов в одном сезоне Кубка Футбольной ассоциации — 8, Питер Осгуд, 1969/70.
- Наибольшее количество голов в одном матче Кубка Футбольной ассоциации — 6, Джордж Хилсдон, против «Уорксоп Таун», 11 января 1908 года.
- Наибольшее количество голов в финале Кубка Футбольной ассоциации — 4, Дидье Дрогба, с 2004 по 2015 год.
- Наибольшее количество голов в Суперкубке Англии — 2, Дидье Дрогба, с 2004 по 2015 год.
- Наибольшее количество голов в Кубке Футбольной лиги — 25, Керри Диксон, 1984/85.
- Наибольшее количество голов в одном сезоне Кубка Футбольной лиги — 8, Керри Диксон, 1984/85.
- Наибольшее количество голов в одном матче Кубка Футбольной лиги — 4, Керри Диксон, против «Джиллингема», 13 сентября 1983 года.
- Наибольшее количество голов в финалах Кубка Футбольной лиги — 6, Дидье Дрогба, с 2004 по 2015 год.
- Наибольшее количество голов в кубковых финалах — 9, Дидье Дрогба, с 2004 по 2015 год.
- Наибольшее количество голов в еврокубках — 36, Дидье Дрогба, с 2004 по 2015 год.
- Наибольшее количество голов в еврокубках за сезон — 11, Оливье Жиру,  Лиги Европы УЕФА 2018/19
- Наибольшее количество голов в еврокубках в одном матче — 5, Питер Осгуд, против «Женесс Отшараж», Кубок обладателей кубков УЕФА, 29 ноября 1981 года.
- Наибольшее количество хет-триков — 13, Джимми Гривз, с 1957 по 1961 год.
- Наибольшее количество забитых пенальти — 49, Фрэнк Лэмпард, с 2001 по 2014 год.
- Наибольшее количество забитых голов за сборную игроком «Челси» — 46, Дидье Дрогба (всего 65), Кот-д’Ивуар.
- Самый молодой игрок, забивший гол — Ян Хэмилтон, 16 лет 138 дней, против «Тоттенхэм Хотспур», Первый дивизион, 18 марта 1967 года.
- Самый возрастной игрок, забивший гол — Дик Спенс, 39 лет 57 дней, против «Болтон Уондерерс», Первый дивизион, 13 сентября 1947 года.
- Самый быстрый гол — на 12 секунде, Кит Уэллер, против «Мидлсбро», Кубок Футбольной лиги, 7 октября 1970 года.

### Игроки с наибольшим количеством голов
Учитываются только матчи, сыгранные на профессиональном уровне. Действующие игроки «Челси» выделены полужирным шрифтом.
| #  | Игрок          | Период    | Лига | Кубок | Кубок Лиги | Еврокубки | Другие | Всего |
| -- | -------------- | --------- | ---- | ----- | ---------- | --------- | ------ | ----- |
| 1  | Фрэнк Лэмпард  | 2001—2014 | 147  | 26    | 12         | 25        | 1      | 211   |
| 2  | Бобби Тэмблинг | 1959—1970 | 164  | 25    | 10         | 3         | 0      | 202   |
| 3  | Керри Диксон   | 1983—1992 | 147  | 8     | 25         | 0         | 13     | 193   |
| 4  | Дидье Дрогба   | 2004—2015 | 104  | 12    | 10         | 36        | 2      | 164   |
| 5  | Рой Бентли     | 1948—1956 | 128  | 21    | 0          | 0         | 1      | 150   |
| 5  | Питер Осгуд    | 1964—1979 | 105  | 19    | 10         | 16        | 0      | 150   |
| 7  | Джимми Гривз   | 1957—1961 | 124  | 3     | 2          | 3         | 0      | 132   |
| 8  | Джордж Миллс   | 1929—1943 | 118  | 7     | 0          | 0         | 0      | 125   |
| 9  | Джордж Хилсдон | 1906—1912 | 100  | 9     | 0          | 0         | 0      | 109   |
| 10 | Барри Бриджес  | 1958—1966 | 80   | 9     | 3          | 1         | 0      | 93    |

### Лучшие бомбардиры чемпионата
| № | Сезон   | Игрок               | Голы |
| - | ------- | ------------------- | ---- |
| 1 | 1958/59 | Джимми Гривз        | 33   |
| 2 | 1960/61 | Джимми Гривз        | 41   |
| 3 | 1984/85 | Керри Диксон        | 24   |
| 4 | 2000/01 | Джимми Хассельбайнк | 23   |
| 5 | 2006/07 | Дидье Дрогба        | 20   |
| 6 | 2008/09 | Николя Анелька      | 19   |
| 7 | 2009/10 | Дидье Дрогба        | 29   |

## Клубные рекорды

### Количество зрителей

#### В домашних матчах
| Зрители | Оппонент                | Турнир                          | Стадион        | Дата            |
| ------- | ----------------------- | ------------------------------- | -------------- | --------------- |
| 100 000 | Динамо Москва           | Товарищеский                    | Стэмфорд Бридж | 13 ноября 1945  |
| 82 905  | Арсенал                 | Первый дивизион                 | Стэмфорд Бридж | 12 октября 1935 |
| 77 952  | Суиндон Таун            | 1/4 Кубка Футбольной ассоциации | Стэмфорд Бридж | 13 марта 1911   |
| 77 696  | Блэкпул                 | Первый дивизион                 | Стэмфорд Бридж | 16 октября 1948 |
| 77 000  | Тоттенхэм Хотспур       | Первый дивизион                 | Стэмфорд Бридж | 16 октября 1920 |
| 75 952  | Арсенал                 | Первый дивизион                 | Стэмфорд Бридж | 9 октября 1937  |
| 75 043  | Вулверхэмптон Уондерерс | Первый дивизион                 | Стэмфорд Бридж | 9 апреля 1955   |
| 74 667  | Арсенал                 | Первый дивизион                 | Стэмфорд Бридж | 29 ноября 1955  |
| 74 365  | Бирмингем Сити          | 1/4 Кубка Футбольной ассоциации | Стэмфорд Бридж | 4 марта 1931    |
| 72 614  | Арсенал                 | Первый дивизион                 | Стэмфорд Бридж | 3 апреля 1953   |

#### На нейтральных полях
| Зрители | Оппонент          | Турнир                            | Стадион | Дата           |
| ------- | ----------------- | --------------------------------- | ------- | -------------- |
| 100 000 | Лидс Юнайтед      | Финал Кубка Футбольной ассоциации | Уэмбли  | 11 апреля 1970 |
| 100 000 | Сток Сити         | Финал Кубка Футбольной лиги       | Уэмбли  | 4 марта 1972   |
| 100 000 | Тоттенхэм Хотспур | Финал Кубка Футбольной ассоциации | Уэмбли  | 20 мая 1967    |
| 90 000  | Миллуолл          | Южный финал Военного кубка лиги   | Уэмбли  | 7 апреля 1945  |
| 89 826  | Манчестер Юнайтед | Финал Кубка Футбольной ассоциации | Уэмбли  | 19 мая 2007    |
| 89 391  | Эвертон           | Финал Кубка Футбольной ассоциации | Уэмбли  | 30 мая 2009    |
| 89 294  | Тоттенхэм Хотспур | Финал Кубка Футбольной лиги       | Уэмбли  | 1 марта 2015   |
| 89 102  | Ливерпуль         | Финал Кубка Футбольной ассоциации | Уэмбли  | 5 мая 2012     |
| 88 335  | Портсмут          | Финал Кубка Футбольной ассоциации | Уэмбли  | 15 мая 2009    |
| 88 103  | Арсенал           | 1/2 Кубка Футбольной ассоциации   | Уэмбли  | 18 апреля 2009 |

### Первые матчи
- Первый матч в истории: 0:1, против «Стокпорт Каунти», Второй дивизион, 1 сентября 1905 года.
- Первая победа: 4:0, против «Ливерпуля», 4 сентября 1905 года.
- Первый гол в чемпионате — 1:0, Джон Робертсон, против «Блэкпула», Второй дивизион, 9 сентября 1905 года.
- Первый матч в Кубке Футбольной ассоциации: 6:1, против «Первого гвардейского гренадерского полка», Первый квалификационный раунд, 7 октября 1905 года.
- Первый домашний матч в Кубке Футбольной ассоциации: 2:2, против «Линкольн Сити», Первый раунд, 12 января 1907 года.
- Первый матч в Кубке Футбольной лиги: 7:1, против «Миллуолла», Первый раунд, 10 октября 1960 года.
- Первый матч в еврокубках: 3:1, против «Фрема», Кубок ярмарок, 30 сентября 1958 года.
- Первый матч в Кубке обладателей кубков УЕФА: 1:1, против «Ариса», Первый раунд, 16 сентября 1970 года.
- Первый матч в Лиге чемпионов УЕФА: 3:0, против «Сконто», Третий квалификационный раунд, 11 августа 1999 года.
- Первый домашний матч в Лиге чемпионов УЕФА: 0:0, против «Милана», Первый групповой раунд, 15 сентября 1999 года.
- Первая победа в Кубке Футбольной ассоциации на новом «Уэмбли»: 1:0, против «Манчестер Юнайтед», Финал, 19 мая 2007 года.
- Первые сто голов за сезон — Премьер-лига, 2009/10.
- Первая замена — Джон Бойл заменил Джорджа Грэма, против «Фулхэма», Первый дивизион, 28 сентября 1975 года.

### Результаты

#### Рекордные победы
- Рекордная победа — 13:0, против «Женесс Отшараж», Кубок обладателей кубков УЕФА, Первый раунд, Ответный матч, 29 сентября 1971 года.
- Рекордная победа в чемпионате:
  - 8:0 — против «Уиган Атлетик», 9 мая 2010 года.
  - 8:0 — против «Астон Виллы», 24 декабря 2012 года.
- Самая крупная победа в Премьер-лиге:
  - 8:0 — против «Уиган Атлетик», 9 мая 2010 года.
  - 8:0 — против «Астон Виллы», 24 декабря 2012 года.
- Рекордная победа в Кубке Футбольной ассоциации — 9:1, против «Уорксоп Таун», 11 января 1908 года.
- Рекордная победа в Кубке Футбольной лиги — 7:0, против «Донкастер Роверс», 16 ноября 1960 года.
- Рекордная победа в еврокубках — 13:0, против «Женесс Отшараж», Кубок обладателей кубков УЕФА, Первый раунд, Ответный матч, 29 сентября 1971 года.
- Рекордная победа в Лиге чемпионов УЕФА:
  - 6:0 — против «Марибора», 21 октября 2014 года,
  - 6:0 — против «Карабаха», 12 сентября 2017 года.
- Наиболее длинная победная серия в чемпионате — 13, с 1 октября 2016 по 31 декабря 2016 года.
- Наиболее длинная безвыигрышная серия в чемпионате — 21, с 3 ноября 1987 по 2 апреля 1988 года.
- Наибольшее количество побед в сезоне — 30 в 38 матчах, Премьер-лига, 2016/17
- Наименьшее количество побед в сезоне — 5 в 42 матчах, Первый дивизион, 1978/79.

#### Рекордные ничьи
- Рекордная ничья — 5:5, против «Вест Хэм Юнайтед», Первый дивизион, 17 декабря 1966 года.
- Наибольшее количество ничьих в сезоне — 18 в 42 матчах, Первый дивизион, 1922/23.
- Наименьшее количество ничьих в сезоне — 3 в 38 матчах, Премьер-лига, 1997/98, 2016/2017
- Наиболее длинная серия ничьих в чемпионате — 6, с 20 августа 1969 по 13 сентября 1969 года.

#### Рекордные поражения
- Рекордное поражение — 1:8, против «Вулверхэмптон Уондерэрс», Первый дивизион, 26 сентября 1953 года.
- Рекордное поражение в чемпионате — 1:8, против «Вулверхэмптон Уондерерс», Первый дивизион, 26 сентября 1953 года.
- Рекордное поражение в Кубке Футбольной ассоциации — 0:6, против «Шеффилд Уэнсдей», Второй раунд, переигровка, 5 февраля 1913 года.
- Рекордное поражение в Кубке Футбольной лиги — 2:6, против «Сток Сити», Третий раунд, переигровка, 22 октября 1974 года.
- Рекордное поражение в еврокубках — 0:5, против «Барселоны», Кубок ярмарок, Полуфинал, переигровка, 25 мая 1966 года.
- Рекордное поражение в Лиге чемпионов УЕФА — 1:5, против «Барселоны», Четвертьфинал, Ответный матч, 18 апреля 2000 года.
- Наиболее длинная серия проигрышей в чемпионате — 7, с 1 ноября 1952 по 20 декабря 1952 года.
- Наиболее длинная безвыигрышная серия матчей:
  - 23, с 23 января 2007 по 28 апреля 2007 года.
  - 23, с 4 апреля 2009 по 23 сентября 2009 года.
- Наиболее длинная беспроигрышная серия матчей — 40, с 23 октября 2004 по 29 октября 2005 года.
- Наиболее длинная беспроигрышная серия домашних матчей — 86, 20 марта 2004 по 26 октября 2008 года. Фк <<Ливерпуль>>прервал серию.
- Наибольшее количество проигранных матчей в сезоне — 27 в 42 матчах, Первый дивизион, 1978/79.
- Наименьшее количество проигранных матчей в сезоне — 1 в 38 матчах, Премьер-лига, 2004/05.

### Голы
- Наибольшее количество голов, забитых в одном матче — 13, против «Женесс Отшараж», Кубок обладателей кубков УЕФА, Первый раунд, Ответный матч, 29 сентября 1971 года.
- Наибольшее количество голов, пропущенных в одном матче — 8, против «Вулверхэмптон Уондерерс», Первый дивизион, 26 сентября 1953 года.
- Наибольшее количество голов, забитых в одном сезоне — 103 в 38 матчах, Премьер-лига, 2009/10.
- Наименьшее число мячей, забитых в одном сезоне — 31 в 42 матчах, Первый дивизион, 1923/24.
- Наибольшее количество пропущенных голов в одном сезоне — 100 в 42 матчах, Первый дивизион, 1960/61.
- Наименьшее количество пропущенных голов в одном сезоне — 15 в 38 матчах, Премьер-лига, 2004/05.
- Наименьшее количество пропущенных голов в домашних матчах за сезон — 6 в 19 матчах, Премьер-лига, 2004/05.
- Наименьшее количество пропущенных голов в выездных матчах за сезон — 9 в 19 матчах, Премьер-лига, 2004/05.

### Очки
- Наибольшее количество очков за сезон (3 за победу) — 99 в 42 матчах, Второй дивизион, 1988/89.
- Наименьшее количество очков за сезон (3 за победу) — 42 в 42 матчах, Первый дивизион, 1987/88.
- Наибольшее количество очков за сезон (2 за победу) — 57 в 38 матчах, Второй дивизион, 1906/07.
- Наименьшее количество очков за сезон (2 за победу) — 20 в 42 матчах, Первый дивизион, 1978/79.

### Матчи в сухую
- Наибольшее число «сухих» матчей за сезон — 34 в 59 матчах, 2004/05.
- Наименьшее число «сухих» матчей за сезон — 2 в 47 матчах, 1960/61.
- Наибольшее число «сухих» матчей за сезон в чемпионате — 25 в 38 матчах, Премьер-лига, 2004/05.
- Наименьшее число «сухих» матчей за сезон в чемпионате — 1 в 42 матчей, Первый дивизион, 1960/61.
- Наибольшее число «сухих» матчей за сезон подряд — 10, с 18 декабря 2004 по 12 февраля 2005 года.
- Наибольшее число «сухих» матчей для голкипера — 227, Петр Чех, с 2004 по 2015 год.
- Наибольшее число «сухих» матчей для голкипера в Премьер-лиге — 166, Петр Чех, с 2004 по 2015 год.
- Наибольшее число «сухих» матчей для голкипера за сезон — 28, Петр Чех, 2004/05.
- Наибольшее число «сухих» матчей для голкипера за сезон в Премьер-лиге — 24, Петр Чех, 2004/05.
- Наибольшее число «сухих» матчей за сезон подряд для голкипера — 9, Уильям Фулк, Второй дивизион, 1905/06.

## Индивидуальные рекорды тренеров
- Наиболее длинная тренерская карьера (по времени) — 26 лет, Дэвид Колдерхед, с 1907 по 1933 год.
- Наиболее длинная тренерская карьера (по количеству матчей) — 966 официальных матча, Дэвид Колдерхед с 1907 по 1933 год.
- Наибольшее количество трофеев — 8, Жозе Моуринью.

## Трансферы
Сумма трансфера приводится в фунтах стерлингов.

### Рекордные уплаченные суммы
| 1  | Кепа Аррисабалага | Атлетик Бильбао     | 71 600 000 | 2018 |
| 2  | Кай Хаверц        | Байер 04            | 71 000 000 | 2020 |
| 3  | Альваро Мората    | Реал Мадрид         | 58 000 000 | 2017 |
| 3  | Кристиан Пулишич  | Боруссия (Дортмунд) | 58 000 000 | 2019 |
| 4  | Жоржиньо          | Наполи              | 57 000 000 | 2018 |
| 5  | Фернандо Торрес   | Ливерпуль           | 50 000 000 | 2011 |
| 5  | Бен Чилуэлл       | Лестер              | 50 000 000 | 2020 |
| 6  | Тьемуэ Бакайоко   | Монако              | 40 000 000 | 2017 |
| 7  | Дэнни Дринкуотер  | Лестер              | 35 000 000 | 2017 |
| 8  | Давид Луис        | Пари Сен-Жермен     | 34 000 000 | 2016 |
| 9  | Миши Батшуайи     | Марсель             | 33 200 000 | 2016 |
| 10 | Диего Коста       | Атлетико Мадрид     | 32 000 000 | 2014 |
| 10 | Эден Азар         | Лилль               | 32 000 000 | 2012 |
| 10 | Н’Голо Канте      | Лестер              | 32 000 000 | 2016 |

### Рекордные полученные суммы
|    | Игрок         | Куда              | Сумма      | Дата |
| -- | ------------- | ----------------- | ---------- | ---- |
| 1  | Оскар         | Шанхай СИПГ       | 60 000 000 | 2017 |
| 2  | Диего Коста   | Атлетико Мадрид   | 57 000 000 | 2017 |
| 3  | Давид Луис    | Пари Сен-Жермен   | 50 000 000 | 2014 |
| 4  | Неманья Матич | Манчестер Юнайтед | 40 000 000 | 2017 |
| 5  | Хуан Мата     | Манчестер Юнайтед | 37 100 000 | 2014 |
| 6  | Тибо Куртуа   | Реал Мадрид       | 35 000 000 | 2018 |
| 7  | Ромелу Лукаку | Эвертон           | 28 000 000 | 2014 |
| 8  | Рамирес       | Цзянсу Сайнти     | 25 000 000 | 2016 |
| 9  | Арьен Роббен  | Реал Мадрид       | 24 000 000 | 2007 |
| 10 | Андре Шюррле  | Вольфсбург        | 22 000 000 | 2015 |

## Национальные и международные рекорды

### Рекорды Англии
- Наименьшее число пропущенных мячей за сезон — 15 в 38 матчах, Премьер-лига, 2004/05.
- Наибольшее число голов за сезон в Премьер-лиге — 103 гола в 38 матчах, Премьер-лига, 2009/10.
- Наименьшее число пропущенных мячей в домашних матчах за сезон — 6 в 19 матчах, Премьер-лига, 2004/05.
- Наименьшее число пропущенных мячей в гостевых матчах за сезон — 9 в 19 матчах, Премьер-лига, 2004/05.
- Наибольшее число «сухих» матчей в начале сезона — 6, с 14 августа 2005 по 17 сентября 2005 года.
- Наибольшее число «сухих» матчей в истории Премьер-лиги — 163, Петр Чех, с 2004 по 2015 год
- Самая длинная беспроигрышная серия в домашних матчах — 86, с 20 марта 2004 по 26 сентября 2008 года.
- Самая длинная победная серия в чемпионате — 13, с 1 октября 2016 по 31 декабря 2016 года.
- Наибольшее количество побед в Премьер-лиге в качестве капитана — 4, Джон Терри, с 1998 года. (совместно с Роем Кином)
- Лучший бомбардир Премьер-лиги среди защитников — 39 голов, Джон Терри, с 1998 года.

### Рекорды Европы
- Самая большая победа в еврокубках по результатам двух матчей — 21:0, против «Женесс Отшараж», Кубок обладателей кубков УЕФА, Первый раунд, 29 сентября 1971 года.